# Campionato mondiale Supersport 300 2018
Il Campionato Mondiale Supersport 300 2018 è stata la seconda edizione del campionato mondiale Supersport 300.
Durante questa stagione sono state svolte otto gare, tutte in Europa come l'anno precedente, fuoriescono dal calendario i circuiti del Lausitzring e Jerez e viene introdotto il circuito di Brno. Il campionato è partito il 15 aprile in Spagna al Motorland Aragón e si è concluso in Francia il 30 settembre sul circuito di Magny-Cours, con la conquista del titolo di Ana Carrasco, seconda donna nella storia dei campionati mondiali di velocità su circuito a vincere un mondiale (la prima è stata nel 2016 la finlandese Kirsi Kainulainen).
Tra i costruttori prevale Kawasaki con centosettantasei punti e quattro gare vinte con tre differenti piloti. Più staccate Yamaha e KTM che ottengono due affermazioni ciascuna.

## Piloti partecipanti[2]
Tutte le motociclette in competizione sono equipaggiate con pneumatici forniti dalla Pirelli.
| Nº | Pilota                    | Squadra                                 | Motocicletta       |
| -- | ------------------------- | --------------------------------------- | ------------------ |
| 2  | Ana Carrasco              | DS Junior                               | Kawasaki Ninja 400 |
| 3  | Tom Toparis               | Motoport Kawasaki                       | Kawasaki Ninja 400 |
| 4  | Milan Merckelbagh         | Benro Racing                            | Yamaha YZF-R3      |
| 5  | Ryan Vos                  | KTM Fortron Racing                      | KTM RC 390 R       |
| 6  | Robert Schotman           | Motoport Kawasaki                       | Kawasaki Ninja 400 |
| 7  | Nicola Settimo            | Scuderia Maranga Racing                 | Honda CBR500R      |
| 8  | Mika Pérez                | Kawasaki ParkinGO                       | Kawasaki Ninja 400 |
| 9  | Steffie Naud              | Moto Team                               | Kawasaki Ninja 400 |
| 10 | Pedro Fragoso             | Miguel Oliveira Racing                  | KTM RC 390 R       |
| 11 | Kevin Arduini             | MMR                                     | Yamaha YZF-R3      |
| 12 | Ali Adriansyah Rusmiputro | Pertamina Almeria BCD by MS Racing      | Yamaha YZF-R3      |
| 13 | Dino Iozzo                | Racedays                                | Honda CBR500R      |
| 14 | Enzo de la Vega           | GP Project                              | Kawasaki Ninja 400 |
| 15 | Glenn van Straalen        | KTM Fortron Racing                      | KTM RC 390 R       |
| 16 | Marc Luna Bayen           | C.M. Racing A.S.D.                      | Kawasaki Ninja 400 |
| 17 | Koen Meuffels             | KTM Fortron Racing                      | KTM RC 390 R       |
| 18 | Alex Murley               | Toth - Yart                             | Yamaha YZF-R3      |
| 19 | Luca Bernardi             | Team Trasimeno                          | Yamaha YZF-R3      |
| 20 | Dorren Loureiro           | DS Junior                               | Kawasaki Ninja 400 |
| 21 | Borja Sánchez             | ETG Racing                              | Kawasaki Ninja 400 |
| 22 | Mykyta Kalinin            | GP Project                              | Kawasaki Ninja 400 |
| 23 | Alex Dumas                | KTM Orange Brigade/JP43 Training        | KTM RC 390 R       |
| 25 | Andy Verdoïa              | Samurai-Yart Racing                     | Yamaha YZF-R3      |
| 27 | Filippo Rovelli           | Kawasaki ParkinGO                       | Kawasaki Ninja 400 |
| 28 | Dennis Koopman            | GRT Yamaha                              | Yamaha YZF-R3      |
| 30 | Daniel Blin               | Polish Talent                           | Yamaha YZF-R3      |
| 30 | Daniel Blin               | Toth - Yart                             | Yamaha YZF-R3      |
| 32 | Alexandra Pelikánová      | JRT Brno Circuit                        | Yamaha YZF-R3      |
| 33 | Daniel Valle              | BCD Yamaha MS Racing                    | Yamaha YZF-R3      |
| 34 | Jack Micheal Mahaffy      | Terra e Moto                            | Yamaha YZF-R3      |
| 35 | Edmund Best               | Symcirrus Motorsport                    | Kawasaki Ninja 400 |
| 36 | Beatriz Neila             | BCD Yamaha MS Racing                    | Yamaha YZF-R3      |
| 37 | Roman Kučera              | Motoclub Balaz / KPA                    | Kawasaki Ninja 400 |
| 39 | Omar Bonoli               | Team Trasimeno                          | Yamaha YZF-R3      |
| 41 | Jan-Ole Jähnig            | Freudenberg Racing                      | KTM RC 390 R       |
| 43 | Luca Grünwald             | Freudenberg Racing                      | KTM RC 390 R       |
| 44 | Samuel Aaron Lochoff      | Samurai-Yart Racing                     | Yamaha YZF-R3      |
| 47 | Ferran Hernández Moyano   | Kawasaki Palmeto PL Racing              | Kawasaki Ninja 400 |
| 48 | Thomas Brianti            | Runner Bike                             | KTM RC 390 R       |
| 51 | Manuel Bastianelli        | Prodina Ircos                           | Kawasaki Ninja 400 |
| 52 | Guillem Erill             | Deza-Cordaba-Patrimonio de la Humanidad | Kawasaki Ninja 400 |
| 54 | Filippo Fuligni           | GRT Yamaha                              | Yamaha YZF-R3      |
| 55 | Galang Hendra Pratama     | Biblion Yamaha Motoxracing              | Yamaha YZF-R3      |
| 58 | Trystan Finocchiaro       | Scuderia Maranga Racing                 | Honda CBR500R      |
| 61 | Bahattin Sofuoğlu         | Team Trasimeno                          | Yamaha YZF-R3      |
| 62 | Jered Schultz             | Team Trasimeno                          | Yamaha YZF-R3      |
| 64 | Hugo De Cancellis         | Toth - Yart                             | Yamaha YZF-R3      |
| 65 | Jacopo Facco              | Biblion Yamaha Motoxracing              | Yamaha YZF-R3      |
| 69 | María Herrera             | BCD Yamaha MS Racing                    | Yamaha YZF-R3      |
| 70 | Hugo Girardet             | B2G                                     | Kawasaki Ninja 400 |
| 71 | Tom Edwards               | Nutec - Benjan - Kawasaki               | Kawasaki Ninja 400 |
| 72 | Victor Steeman            | KTM Fortron Racing                      | KTM RC 390 R       |
| 73 | Vojtech Schwarz           | Motosport Schwarz Racing                | Yamaha YZF-R3      |
| 75 | Manuel Rocca              | GoEleven Kawasaki                       | Kawasaki Ninja 400 |
| 76 | Luke Verwey               | XG Racing                               | Kawasaki Ninja 400 |
| 77 | Kade Verwey               | XG Racing                               | Kawasaki Ninja 400 |
| 78 | Joseph Foray              | ETG Racing                              | Kawasaki Ninja 400 |
| 79 | Tomás Alonso              | Samurai-Yart Racing                     | Yamaha YZF-R3      |
| 81 | Manuel González           | BCD Pertamina Junior Team by MS Racing  | Yamaha YZF-R3      |
| 83 | Lachlan Epis              | Motoport Kawasaki                       | Kawasaki Ninja 400 |
| 84 | Joep Overbeeke            | Team Trasimeno                          | Yamaha YZF-R3      |
| 85 | Kevin Sabatucci           | ProGP Racing                            | Yamaha YZF-R3      |
| 87 | Alex Börner               | Deza-Cordaba-Patrimonio de la Humanidad | Kawasaki Ninja 400 |
| 88 | Bibi Damen                | Bibi's Racing                           | KTM RC 390 R       |
| 89 | Adrián Carrasco           | Arco-Motor UPV University               | Yamaha YZF-R3      |
| 91 | Giacomo Mora              | Terra e Moto                            | Yamaha YZF-R3      |
| 93 | Walid Khan                | Nutec - Benjan - Kawasaki               | Kawasaki Ninja 400 |
| 95 | Scott Deroue              | Motoport Kawasaki                       | Kawasaki Ninja 400 |
| 96 | Imanuel Putra Pratna      | Terra e Moto                            | Yamaha YZF-R3      |
| 97 | Maximilian Kappler        | Freudenberg Racing                      | KTM RC 390 R       |
| 99 | Paolo Grassia             | Biblion Yamaha Motoxracing              | Yamaha YZF-R3      |

| Legenda            |
| ------------------ |
| Pilota wildcard    |
| Pilota sostitutivo |

## Calendario
fonte
| Nº | Data         | Gran Premio | Circuito    | Superpole             | Giro veloce          | Vincitore             | Leader del Campionato | Resoconto |
| -- | ------------ | ----------- | ----------- | --------------------- | -------------------- | --------------------- | --------------------- | --------- |
| 1  | 15 aprile    | Aragona     | Aragón      | Mika Pérez            | Koen Meuffels        | Koen Meuffels         | Koen Meuffels         | Resoconto |
| 2  | 22 aprile    | Paesi Bassi | Assen       | Mika Pérez            | Ana Carrasco         | Luca Grünwald         | Scott Deroue          | Resoconto |
| 3  | 13 maggio    | Italia      | Imola       | Ana Carrasco          | María Herrera        | Ana Carrasco          | Ana Carrasco          | Resoconto |
| 4  | 27 maggio    | Regno Unito | Donington   | Ana Carrasco          | Ana Carrasco         | Ana Carrasco          | Ana Carrasco          | Resoconto |
| 5  | 10 giugno    | Rep. Ceca   | Brno        | Galang Hendra Pratama | Imanuel Putra Pratna | Galang Hendra Pratama | Ana Carrasco          | Resoconto |
| 6  | 8 luglio     | Italia      | Misano      | Galang Hendra Pratama | Ana Carrasco         | Manuel Bastianelli    | Ana Carrasco          | Resoconto |
| 7  | 16 settembre | Portogallo  | Portimão    | Tom Edwards           | Ana Carrasco         | Scott Deroue          | Ana Carrasco          | Resoconto |
| 8  | 30 settembre | Francia     | Magny-Cours | Scott Deroue          | Daniel Valle         | Daniel Valle          | Ana Carrasco          | Resoconto |

## Classifiche

### Classifica Piloti
| Pos. | Pilota                    | Moto     |     |     |     |     |     |     |     |     | P.ti |
| ---- | ------------------------- | -------- | --- | --- | --- | --- | --- | --- | --- | --- | ---- |
| 1    | Ana Carrasco              | Kawasaki | 6   | 4   | 1   | 1   | 11  | 10  | 10  | 13  | 93   |
| 2    | Mika Pérez                | Kawasaki | 3   | Rit | 8   | 8   | NP  | 2   | 2   | 2   | 92   |
| 3    | Scott Deroue              | Kawasaki | 2   | 3   | Rit | 6   | 7   | Rit | 1   | Rit | 80   |
| 4    | Luca Grünwald             | KTM      | 9   | 1   | 4   | 10  | 10  | 5   | 29  | 6   | 78   |
| 5    | Dorren Loureiro           | Kawasaki | 8   | 7   | 11  | 2   | 12  | 9   | 9   | 10  | 66   |
| 6    | Manuel González           | Yamaha   | Rit | 9   | Rit | 12  | 33  | 3   | 3   | 3   | 59   |
| 7    | Borja Sánchez             | Kawasaki | 10  | Rit | 2   | 3   | 3   | Rit | 16  | 16  | 58   |
| 8    | Daniel Valle              | Yamaha   | 13  | 11  | Rit | 11  | 8   | Rit | 7   | 1   | 55   |
| 9    | Glenn van Straalen        | KTM      | 7   | 2   | 9   | 23  | 5   | Rit | Rit | 8   | 55   |
| 10   | Galang Hendra Pratama     | Yamaha   | 16  | Rit | 5   | 9   | 1   | 7   | Rit | 15  | 53   |
| 11   | Koen Meuffels             | KTM      | 1   | Rit | Rit | 5   | 4   | Rit |     |     | 49   |
| 12   | Walid Khan                | Kawasaki | 11  | 5   | 10  | Rit | 2   | Rit | 21  | 11  | 47   |
| 13   | María Herrera             | Yamaha   | 17  | 10  | 7   | 18  | 9   | 6   | Rit | 4   | 45   |
| 14   | Mykyta Kalinin            | Kawasaki | 4   | 6   | Rit | Inf | 6   | Rit | Rit | 7   | 42   |
| 15   | Enzo de la Vega           | Kawasaki | 12  | 18  | Rit | 4   | 14  | 12  | 5   | 9   | 41   |
| 16   | Jan-Ole Jähnig            | KTM      | Rit | 8   | 6   | 7   | 13  | 8   | 14  | 17  | 40   |
| 17   | Luca Bernardi             | Yamaha   | SQ  | SQ  | 12  | 14  | 21  | 4   | Rit | 5   | 30   |
| 18   | Manuel Bastianelli        | Kawasaki |     |     | Rit |     |     | 1   |     |     | 25   |
| 19   | Robert Schotman           | Kawasaki | 5   | Rit | Rit | Inf |     |     | 4   | Rit | 24   |
| 20   | Kevin Sabatucci           | Yamaha   |     |     | 3   |     |     | Rit |     |     | 16   |
| 21   | Tom Edwards               | Kawasaki | Rit | Rit | Rit | 15  | Rit | 26  | 6   | Rit | 11   |
| 22   | Ferran Hernández Moyano   | Kawasaki |     |     |     |     |     |     | 8   |     | 8    |
| 23   | Ali Adriansyah Rusmiputro | Yamaha   | Rit | 13  | 26  | 13  | Rit | Rit | 18  | 20  | 6    |
| 24   | Alex Börner               | Kawasaki |     |     |     |     |     |     | 11  |     | 5    |
| 25   | Imanuel Putra Pratna      | Yamaha   | Rit | 19  | 17  | 17  | Rit | 11  |     |     | 5    |
| 26   | Andy Verdoïa              | Yamaha   |     |     |     | Rit | 15  |     |     | 12  | 5    |
| 27   | Maximilian Kappler        | KTM      | 15  | 12  | Rit | 16  | Rit | 22  | 27  | 30  | 5    |
| 28   | Guillem Erill             | Kawasaki |     |     |     |     |     |     | 12  |     | 4    |
| 29   | Paolo Grassia             | Yamaha   | 14  | Rit | Rit | Rit | 25  |     | 28  | 14  | 4    |
| 30   | Jack Micheal Mahaffy      | Yamaha   |     |     |     |     |     |     | 13  |     | 3    |
| 31   | Omar Bonoli               | Yamaha   |     |     |     |     |     | 13  |     |     | 3    |
| 32   | Filippo Rovelli           | Kawasaki | Rit | Rit | 13  | Rit | 20  | Rit | 20  | 18  | 3    |
| 33   | Dennis Koopman            | Yamaha   | 20  | 15  | 14  | 19  | 23  | 21  | 33  | 27  | 3    |
| 34   | Hugo De Cancellis         | Yamaha   | NP  | 16  | 18  | 21  | 16  | 14  | 22  | 19  | 2    |
| 35   | Marc Luna Bayen           | Kawasaki | 18  | 14  |     |     |     |     |     |     | 2    |
| 36   | Victor Steeman            | KTM      |     |     |     |     |     |     | 15  | Rit | 1    |
| 37   | Jacopo Facco              | Yamaha   |     |     |     |     |     | 15  |     |     | 1    |
| 38   | Dino Iozzo                | Honda    | 21  | 21  | 15  | 20  | 17  | 20  | 23  | 24  | 1    |
| NC   | Tomás Alonso              | Yamaha   | 27  | 23  | Rit | 26  | Rit | 16  | 25  | 26  | 0    |
| -    | Kevin Arduini             | Yamaha   |     |     | 16  |     |     |     |     |     | 0    |
| -    | Filippo Fuligni           | Yamaha   | NC  | 28  | 19  | Rit | 22  | 17  | 19  | Rit | 0    |
| -    | Alex Murley               | Yamaha   | 23  | 17  | Rit | Rit |     |     |     |     | 0    |
| -    | Bahattin Sofuoğlu         | Yamaha   |     |     |     |     |     |     | 17  | NP  | 0    |
| -    | Samuel Aaron Lochoff      | Yamaha   | 28  | 24  | 25  | 22  | 27  | 18  | 24  | Rit | 0    |
| -    | Daniel Blin               | Yamaha   | 25  | Rit |     |     | 18  | Rit | 26  | Rit | 0    |
| -    | Tom Toparis               | Kawasaki |     |     |     |     | 19  | 19  |     |     | 0    |
| -    | Joseph Foray              | Kawasaki | 19  | 26  | 20  | 24  | 26  | 24  | 31  | 23  | 0    |
| -    | Joep Overbeeke            | Yamaha   | 24  | 20  | 22  | Rit | NQ  |     |     |     | 0    |
| -    | Ryan Vos                  | KTM      | Rit | Rit | 21  | Rit | 24  | 23  | 34  | 29  | 0    |
| -    | Giacomo Mora              | Yamaha   |     |     |     |     |     |     |     | 21  | 0    |
| -    | Manuel Rocca              | Kawasaki |     |     |     |     |     |     |     | 22  | 0    |
| -    | Milan Merckelbagh         | Yamaha   |     | 22  |     |     |     |     |     |     | 0    |
| -    | Beatriz Neila             | Yamaha   | 22  |     |     |     |     |     |     |     | 0    |
| -    | Nicola Settimo            | Honda    | 29  | 27  | 23  | 25  | 30  | 25  | 30  | 28  | 0    |
| -    | Trystan Finocchiaro       | Honda    | Rit | 25  | 24  | 27  | 29  | 27  | 32  | 32  | 0    |
| -    | Alex Dumas                | KTM      |     |     |     |     |     |     |     | 25  | 0    |
| -    | Adrián Carrasco           | Yamaha   | 26  |     |     |     |     |     |     |     | 0    |
| -    | Jered Schultz             | Yamaha   |     |     |     |     |     | 28  |     |     | 0    |
| -    | Roman Kučera              | Kawasaki |     |     |     |     | 28  |     |     |     | 0    |
| -    | Lachlan Epis              | Kawasaki |     |     |     | 28  |     |     |     |     | 0    |
| -    | Thomas Brianti            | KTM      |     |     |     |     |     | 29  |     |     | 0    |
| -    | Luke Verwey               | Kawasaki |     |     |     | 29  |     |     |     |     | 0    |
| -    | Bibi Damen                | KTM      |     | 29  |     |     |     |     |     |     | 0    |
| -    | Steffie Naud              | Kawasaki |     |     |     |     |     |     |     | 31  | 0    |
| -    | Vojtech Schwarz           | Yamaha   |     |     |     |     | 31  |     |     |     | 0    |
| -    | Alexandra Pelikánová      | Yamaha   |     |     |     |     | 32  |     |     |     | 0    |
| -    | Pedro Fragoso             | KTM      |     |     |     |     |     |     | 35  |     | 0    |
| -    | Kade Verwey               | Kawasaki |     |     |     | Rit |     |     |     |     | 0    |
| -    | Edmund Best               | Kawasaki |     |     |     | Rit |     |     |     |     | 0    |
| -    | Hugo Girardet             | Kawasaki |     |     |     |     |     |     |     | NP  | 0    |
| Pos  | Pilota                    | Moto     |     |     |     |     |     |     |     |     | P.ti |

| Legenda | 1º posto        | 2º posto            | 3º posto           | A punti      | Senza punti        | Grassetto – Pole position Corsivo – Giro più veloce |
| Legenda | Gara non valida | Non qual./Non part. | Ritirato/Non class | Squalificato | '-' Dato non disp. | Grassetto – Pole position Corsivo – Giro più veloce |

### Sistema di punteggio
| Pos.  | 1  | 2  | 3  | 4  | 5  | 6  | 7 | 8 | 9 | 10 | 11 | 12 | 13 | 14 | 15 | 16> |
| Punti | 25 | 20 | 16 | 13 | 11 | 10 | 9 | 8 | 7 | 6  | 5  | 4  | 3  | 2  | 1  | 0   |

### Costruttori
| Pos. | Costruttore | Motocicletta |    |    |    |    |    |    |    |    | P.ti |
| ---- | ----------- | ------------ | -- | -- | -- | -- | -- | -- | -- | -- | ---- |
| 1    | Kawasaki    | Ninja 400    | 2  | 3  | 1  | 1  | 2  | 1  | 1  | 2  | 176  |
| 2    | Yamaha      | YZF-R3       | 13 | 9  | 3  | 9  | 1  | 3  | 3  | 1  | 115  |
| 3    | KTM         | RC 390 R     | 1  | 1  | 4  | 5  | 4  | 5  | 14 | 6  | 110  |
| 4    | Honda       | CBR500R      | 22 | 21 | 15 | 20 | 17 | 20 | 23 | 24 | 1    |